# Najim Arshad

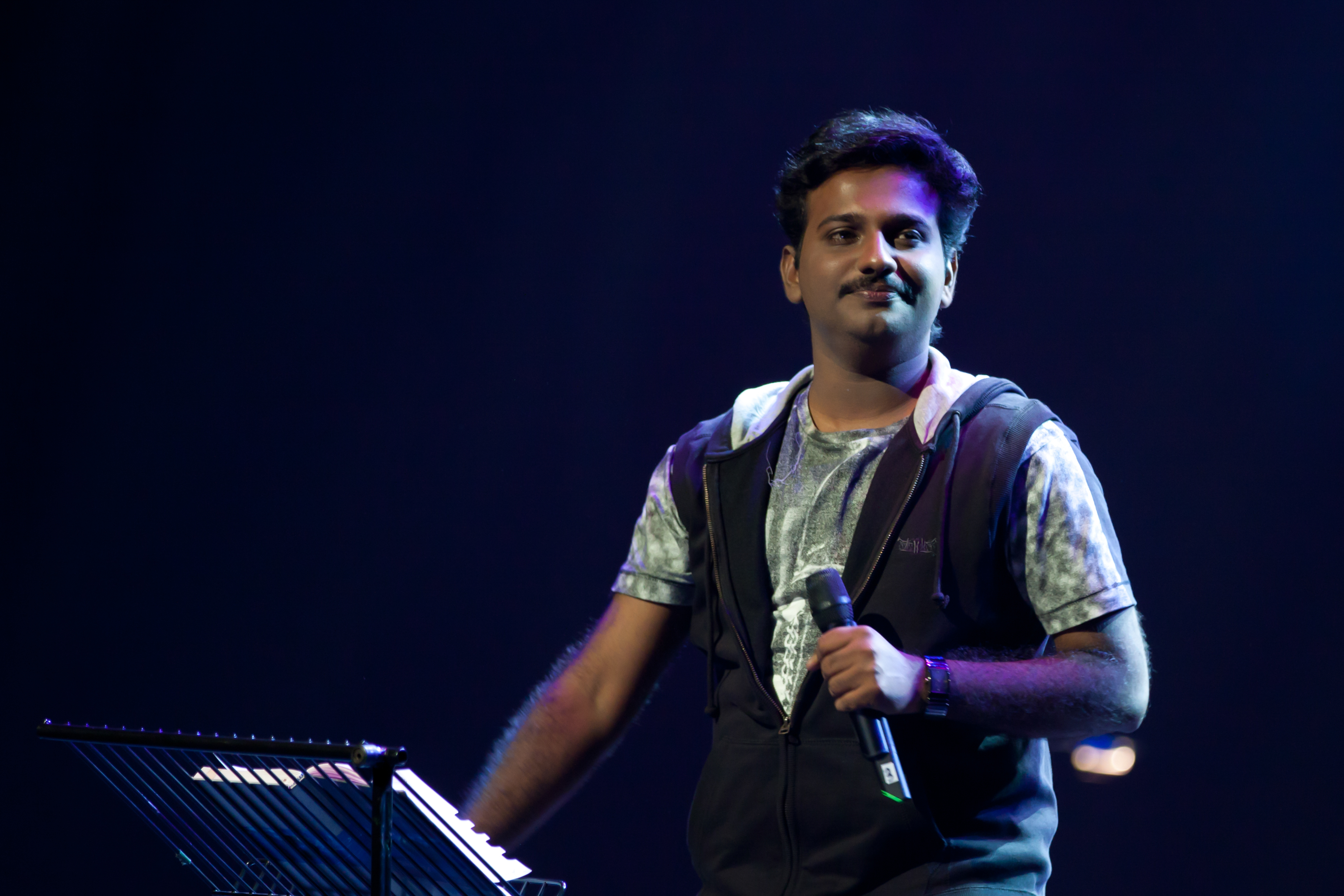

Najim Arshad (n. en Thiruvananthapuram, el 8 de junio de 1986) es un cantante de playback indio que trabaja para interpretar temas musicales pare la industria del cine malayalam, tamil e hindi. En 2007, ganó el reconocimiento de "Idea Star Singer" en un reality show.

## Biografía
Najim es hijo de Tirumala Shahul y Rehma, nacido el 8 de junio de 1986. Su padre se jubiló como funcionario administrativo del Departamento de Vigilancia, mientras que su madre es profesora de música. Najim tiene dos hermanos mayores llamados Dr.Ajim Shad y Sajim Shad, este último es un ingeniero de sonido. 

## Carrera
Najim debutó como cantante de playback en 2007 con una canción titulada "Mizhineer" en la "Major Ravi" en una película Malayalam titulada "Mission 90 Days". Najim también ha interpretado temas musicales para otras películas como "Casanovva, Doctor Love" y "Diamond Necklace". Su álbum " I'm Here", llamó la atención de muchos. Najim también interpretó un tema musical para el cine ghazal para una película titulada "Khaafiron ki Namaaz". Najim llegó a la cima de las listas musicales en 2012. Sus canciones como Diamond Necklace, Trivandrum Lodge, Ayalum Njanum Thammil y Da Thadiya, volvieron hacer hits de éxito. Comenzó a tener una serie de éxitos como 'Aalolam' ... (Paathiramanal), 'Ilam veyil' ... (rojo de vino), y 'Manathudichathu "(Immanuel). Sus demás temas musicales como 'Kootti Muttiya' con Sujatha Mohan, del equipo de "Lal Jose-Vidyasagar", fue interpretada para otra película titulada "Pullipulikalum Aattinkuttiyum".

## Premios
- 2013 : Kerala Film Critics Association Awards[1] - Best Male Singer - Drishyam, Emmanuel

## Discografía
| Año  | Película                      | Director                  | Canción                                      | Otras Nota(s)                                         |
| ---- | ----------------------------- | ------------------------- | -------------------------------------------- | ----------------------------------------------------- |
| 2007 | Mission 90 Days               | Major Ravi                | 1.Mizhineer                                  | Debut film as a Playback Singer.music [Jaison J Nair] |
| 2008 | Kurukshetra                   | Major Ravi                | 1.Jwaalamukhi, 2.Thathamma                   | Music: [sidharth vipin]                               |
| 2008 | Chembada                      | Robin Thriumala           | 1.Ente Pranayathin, 2.Raavin Viral Thumbinal | Music [Robin Thirumala]                               |
| 2009 | Pattalam                      | Rohan Krishna             | Disayettum                                   | Music Direction Jassie Gift                           |
| 2010 | Nalla Pattukare               | K.S Sivachandran          | 1.Oh Neelambale, 2.Aalaapam                  | Music Sharreth                                        |
| 2010 | Ishtam enikkishtam            | NA                        | en nenjile penkonjale                        | music Manomurthy                                      |
| 2010 | Ithu Nammude Katha            | Rajesh Kannankara         | Pathiye Sandhya Raavil                       | music Sundar                                          |
| 2011 | Note Out                      | Kutty Naduvil             | Neelakuyile...                               | Music director [Vinu Thomas]                          |
| 2011 | Doctor Love                   | K. Biju                   | 1.Palappoo Manamayi, 2.Aakasham Doore        | Music [Vinu Thomas]                                   |
| 2011 | Angane Thudangi               | Nandini Reddy             | 1.Ammammo Ammo, 2.Kandille Nee Kandille      | Music Direction Jassie Gift                           |
| 2012 | Casanovva                     | Rosshan Andrrews          | Omanichumma                                  | Starrer Mohanlal, Music-Gopi Sundar                   |
| 2012 | Veendum Kannur                | Haridas                   | Nee Vidaparayum                              | Music [Robin Thirumala]                               |
| 2012 | Diamond Necklace              | Lal Jose                  | Thotte Thotte                                | Music Vidyasagar, Starrer Fahadh Faasil               |
| 2012 | Friday (2012 film)            | Lijin Jose                | Sugandha Neerala                             | Music [Roby Abraham] Starrer Fahadh Faasil            |
| 2012 | Trivandrum Lodge              | V.K Prakash               | Kanninullil Nee Kanmani                      | Starrer Jayasurya                                     |
| 2012 | Husbands in Goa               | Saji Surendran            | Mounam Mazhayude                             | Music M. G. Sreekumar                                 |
| 2012 | Da Thadiya                    | Aashiq Abu                | Allah Allah                                  | Music Bijibal                                         |
| 2012 | Ayalum Njanum Thammil         | Lal Jose                  | Thulli Manjinullil                           | Music Ouseppachan                                     |
| 2012 | Kochi To Kodambakkam          | Venu Pradeep              | Daivam Vidhichatho                           | Music Thaman                                          |
| 2012 | Idiots                        | K.S Bava                  | Muthumani Mazhayay                           | Music[Nandu Kartha]                                   |
| 2012 | Karma Yodha                   | Major Ravi                | Mooliyo                                      | Music M. G. Sreekumar, Starrer Mohanlal               |
| 2013 | Lisammayude Veedu             | Babu Janardhanan          | Vellimukil                                   | Music Vinu Thomas                                     |
| 2013 | Paathiramanal                 | M Padmakumar              | Alolam Thenolum                              | Music Afzal Yusuf, Unni Mukundan, Remya               |
| 2013 | Radio                         | Umar Muhammed             | Thuyilunarunnu                               | Music Mohan Sithara                                   |
| 2013 | Red Wine                      | Salam Bappu               | Ilam Veyil Thalodave                         | Music Bijibal                                         |
| 2013 | 3G Third Generation           | Jayaprakash               | Azhake Arike                                 | Music Mohan Sithara                                   |
| 2013 | Immanuel                      | Lal Jose                  | Manathudichathu                              | Music Afzal Yusuf                                     |
| 2013 | Tourist Home                  | Shebi                     | Ariya maramunde                              | Music Muhammed Jesnifer                               |
| 2013 | Black Ticket                  | Udayachandran             | Thora ramazha                                | Music Aby Sam Cherian                                 |
| 2013 | Pullipulikalum Aattinkuttiyum | Lal Jose                  | Koottimuttiya                                | Music Vidyasagar                                      |
| 2013 | Kaanchi                       | Krishnakumar              | mullappoo                                    | Music Ronie Raphael                                   |
| 2013 | Philips and the Monkey Pen    | Rojin and Shanil Muhammad | kanavukalil                                  | Music Rahul Subrahmanyan                              |
| 2013 | Nadan                         | Kamal                     | Ethu sundara swapna yavanika                 | Music Ousepachan                                      |
| 2013 | Chewing gum                   | Praveen M sukumaran       | Akasam                                       | Music Jonathan Bruce                                  |
| 2013 | Weeping Boy                   | Felix Joseph              | kilimozhikal                                 | Music Anand Madhusoodhanan                            |
| 2013 | Oru Indian Pranayakatha       | Sathyan Anthikad          | Omanapoove                                   | Music Vidyasagar                                      |
| 2013 | Drishyam                      | Jeethu Joseph             | marivil                                      | Music Vinu Thomas                                     |
| 2014 | pakida                        | Sunil Karyattukara        | aranara                                      | Bijibal                                               |
| 2014 | dial 1091                     | santo Thattil             | Ethrayum, Ilakalum                           | Syam Dharman                                          |
| 2014 | snehamulloral koodeyullappol  | Riju Nair                 | swapnathinu                                  | sajeev mangalathu                                     |
| 2014 | Hang Over                     | Sreejith Sukumaran        | vellithinkal                                 | Mejo Joseph                                           |

### Álbumes
| Año  | Álbum       | Canción              | Música            |
| ---- | ----------- | -------------------- | ----------------- |
| 2011 | Meghamalhar | Malharile Venmeghame | Damodar Narayanan |
| 2012 | I'm Here    | Idhayanila           | Haarith Shahzad   |

### Otros proyectos
| Película           | Compositor          |
| ------------------ | ------------------- |
| Ring Master        | Gopi Sunder         |
| paathsaala         | Rahul Raj           |
| To noora with love | Mohan Sithara       |
| Nikkah             | Gopi Sunder         |
| Law Point          | Mejo Joseph         |
| Garbha Sreeman     | Ousepachan          |
| tharangal          | syam dharman        |
| just married       | the4                |
| Parankimala        | Afzal Yusuf         |
| vikrithikoottam    | paarthasaaradhy     |
| one second please  | jim jacob           |
| Thakkali           | Jassie Gift         |
| Rasputin           | Roby Abraham        |
| pranayatheertham   | Ambalapuzha Vijayan |
| Call Me @          | Afzal Yusuf         |
| 6b Paradise        | Sejo John           |
| Kaafiron Ki Namaaz | Advait Nemlekar     |
| Colour Balloon     | Mohan Sithara       |
| life..full of life | Mohan Sithara       |
| 8.20 A.M           | Alex                |
| At Once            | Sibu Sukumaran      |
| Mrigasya           | Dhrona              |
| Neeyum Njanum      | Anoop Jacob         |
| Bandi Chor         | Jesnifer            |
| Akasangalil        | Abhijith            |